# ناقلة (سفينة)
الناقلة هي سفينة مصممة لنقل السوائل بكميات كبيرة تشمل ناقلات النفط وناقلة مواد كيماوية والغاز الطبيعي المسال.

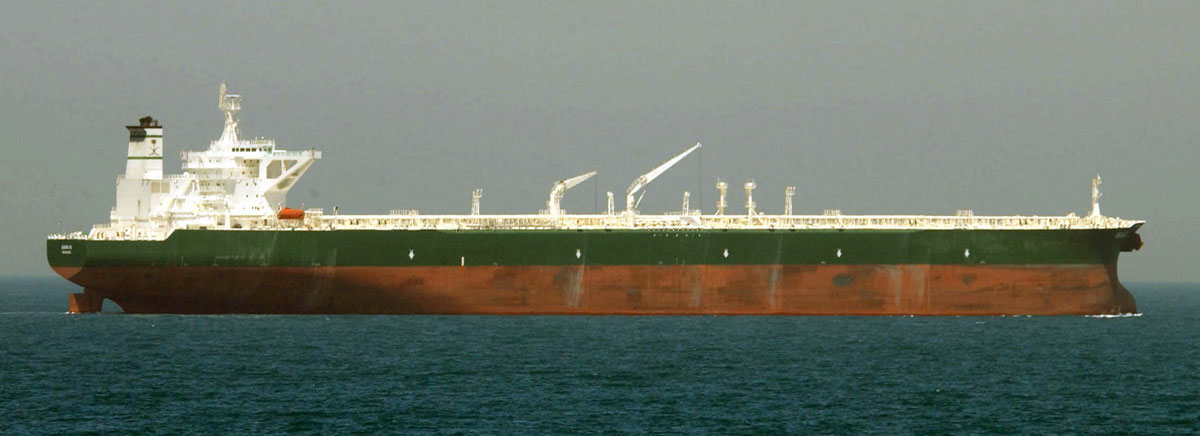
ناقلة

## خلفية
يمكن للناقلات نقل عدد مئات من الأطنان وهي عابرة لمحيطات لتوصيل النفط والسوائل إلى دول العالم وأيضا هناك ناقلات الطرق المائية الداخلية التي تعمل على الأنهار والقنوات بقدرة شحن متوسطة تصل إلى حوالي ألف طن.